# Női 10 méteres toronyugrás a 2014-es nemzetközösségi játékokon
A női 10 méteres toronyugrást a 2014-es nemzetközösségi játékokon július 31-én rendezték meg az edinburgh-i Royal Commonwealth Pool-ban. Délben a selejtezőt, este pedig a döntőt.
A versenyszám döntőjét a huszonöt esztendős kanadai Meaghan Benfeito nyerte, a malajziai Pandelela Rinong Pamg és honfitársa, Roseline Filion előtt.

## Eredmények
| #  | Tagállam   | Név              | Selejtező | Selejtező | Döntő   | Döntő  |
| #  | Tagállam   | Név              | Rangsor   | Pontok    | Rangsor | Pontok |
| -- | ---------- | ---------------- | --------- | --------- | ------- | ------ |
|    | Kanada     | Meaghan Benfeito | 4         | 318,45    | 1       | 372,65 |
|    | Malajzia   | Pandelela Rinong | 1         | 348,80    | 2       | 368,55 |
|    | Kanada     | Roseline Filion  | 1         | 348,80    | 3       | 361,80 |
| 4  | Ausztrália | Lara Tarvit      | 7         | 301,60    | 4       | 341,60 |
| 5  | Anglia     | Tonia Couch      | 3         | 337,00    | 5       | 335,70 |
| 6  | Malajzia   | Cheong Jun Hoong | 5         | 304,45    | 6       | 332,60 |
| 7  | Kanada     | Carol-Ann Ware   | 11        | 261,15    | 7       | 320,80 |
| 8  | Malajzia   | Loh Zhiayi       | 12        | 259,25    | 8       | 318,25 |
| 9  | Anglia     | Sarah Barrow     | 9         | 290,60    | 9       | 315,80 |
| 10 | Anglia     | Victoria Vincent | 8         | 297,30    | 10      | 299,50 |
| 11 | Ausztrália | Melissa Wu       | 6         | 302,30    | 11      | 259,20 |
| 12 | Ausztrália | Rachel Bugg      | 10        | 281,95    | 12      | 247,90 |